# Huddersfield Town A.F.C.
Huddersfield Town Association Football Club – angielski klub piłkarski z siedzibą w Huddersfield, występujący od sezonu 2024/25 w League One. Klub powstał w 1908 roku. Trenerem drużyny jest Danny Cowley. Klub swoje mecze rozgrywa na stadionie John Smith’s Stadium, który może pomieścić 24 500 kibiców.
W 1926 roku The Terriers jako pierwszy angielski klub zdobyli trzy kolejne tytuły z rzędu. W tej chwili podobnym osiągnięciem mogą pochwalić się tylko trzy inne drużyny: Arsenal, Manchester United oraz Liverpool. Klub ma na koncie również jedno zwycięstwo w Pucharze Anglii (1922).
Huddersfield Town wywalczył ponowny awans do Premier League w sezonie 2016/17. W barażach pokonali zespół Reading F.C. po serii rzutów karnych i zapewnili sobie powrót do najwyższej klasy rozgrywek.

## Sukcesy
- Mistrzostwo Anglii: 1924, 1925, 1926
- Puchar Anglii: 1922